# エクスプレスウエスト
エクスプレスウエスト（英語: XpressWest）はアメリカ合衆国のカリフォルニア州ヴィクターヴィルとネバダ州ラスベガス間に、民間資本によって提案されている高速鉄道計画の名称。旧称はデザートエクスプレス（DesertXpress）。デザートエクスプレス計画のうち、具体的工事計画部分の区間を指す。2012年6月、計画会社はカリフォルニア州起点をヴィクターヴィルからパームデールに変更し、さらにパームデールにてメトロリンクに接続する計画に改めた。
2020年9月、名称をブライトラインウェスト（Brightline West）に変更した。
2023年現在は計画ルートも変更になりラスベガスからビクター・バレーを経由しランチョクカモンガをカリフォルニア州起点に改めた。
ラスベガス駅からロサンゼルス近郊に位置するランチョクカモンガ（Rancho Cucamonga）駅までの区間の総延長は218マイル（約350 km）で、途中駅としてビクターバレー（Victor Valley）とヘスペリア（Hesperia）の2駅も整備される。また、同区間の所要時間はおよそ2時間となる予定で、大部分が州間高速道路15号線（Interstate 15: I-15）の上下線の間の空間を活用して整備される。なお、南カリフォルニア側の起点駅となるランチョクカモンガ駅では、ロサンゼルス都市圏の通勤鉄道メトロリンク（Metrolink）のサンバーナーディーノ線の列車とスムーズに接続可能となる予定で、ロサンゼルス中心部などへの鉄道アクセスも確保される。

## 名称

ブライトラインウェストおよびカリフォルニア高速鉄道の計画路線図（黄色の線がブライトラインウェストの路線図）

デザートエクスプレスは社名をエクスプレスウエストに変更した。その後、建設資金として合衆国政府からのローンを申請したが「バイ・アメリカン条項」を満たしていないとして却下された。

## 概要
ラスベガスやその周辺地域は人口が激増しており、ラスベガスと、ロサンゼルスをはじめとする南カリフォルニア地域とを結ぶ州間高速道路15号線の混雑が増しているため、代替交通手段として提案された。
2015年9月時点では、中国との合弁企業は2016年9月着工を目指していた。
鉄道は鉄輪式で、欧州で実用化されている動力分散型の電車車両を用いるとしており、カリフォルニア州ヴィクターヴィルからネバダ州ラスベガスまでの180マイル（約290 km）を、最高時速150マイル（約241 km）で1時間20分で結ぶ。2015年までに年間1,000万人，2030年までに年間1,600万人を輸送することを計画している。建設費として35 - 40億ドルを見込む。
2024年現在の計画では、最高速度200 mph（320 km/h）で走行可能な高速鉄道専用線として整備される予定で、夏季オリンピック・ロサンゼルス大会が開催される2028年頃の完成を目指して工事が進められる予定。同区間の建設費用は、約120億ドル（1兆8,600億円）とされており、このうち30億ドルについては2021年に成立したインフラ投資・雇用法からの補助金が割り当てられることが決まっているほか、残りの費用については民間資金などが活用される予定となっている。
また、将来的にアリゾナ州フェニックス、ユタ州ソルトレイクシティ、コロラド州デンバーへの延伸も検討されている。

## 競合する計画
カリフォルニア州アナハイムからネバダ州ラスベガスまでを磁気浮上式鉄道で結ぶ別の計画もあるが、コスト面で鉄軌道式が有利としている。将来は計画中のカリフォルニア高速鉄道に接続することが提案されている。
ラスベガスには1997年までアムトラックがデザート・ウィンドという列車を走らせていたが、2009年現在、ラスベガスに行くことのできる旅客列車は存在しない。
2014年を目標にロサンゼルスとラスベガス間でLas Vegas Railway Express社が豪華旅客列車を走らせる計画がある。

## 米中合弁による建設計画と合弁解消
2015年9月、エクスプレスウエスト社は中国鉄路総公司が率いる中国のコンソーシアムと合弁事業会社を設立することで合意した。
初期投資1億ドル、総投資額は127億ドル、2016年9月に着工する予定となっていた 。ロサンゼルス - ラスベガス間を結ぶ高速鉄道の建設には50億ドル超の費用がかかるが、ヴィクターヴィル - ラスベガス間の1億ドルの路線建設費用に関しては、中国国営の鉄道会社となるChina Railwayからの出資によって賄い、残額に関しては連邦政府による公共投資向け融資に頼るとしており、実現すればアメリカ初の高速鉄道となるはずだった。
ところが、2016年6月8日、エクスプレスウエスト社は、西部・ロサンゼルス - ラスベガス間の高速鉄道建設について、中国企業との合弁を解消し別の協力相手を探すと発表を行っている。エクスプレス社は中国企業側の計画の遅れが、合弁解消の主たる理由だと説明している。また現地紙は要因として、開発認可取得の遅れや、アメリカ合衆国連邦政府が求める要件として「高速鉄道はアメリカ合衆国国内で製造されなくてはならない」とされている点にふれており、エクスプレスウェスト社も発表したステートメントの中で「高速鉄道車両がアメリカ国内で一切造られていないことは誰もが知っている」と述べていることを指摘している。
米中の合弁は、合意から1年も経たないうちに計画頓挫という形に終わった。合弁解消にあたりトニー・マーネルCEOは「他社との提携や選択肢を模索している」と述べている。

## ブライトラインによる経営権の取得
2018年9月、フロリダ州で旅客鉄道を運行するブライトラインはエクスプレスウエスト社の経営権を取得し着工、建設すると発表した。2019年着工、2022年開業の予定であったが、

着工は遅れ2024年前半に着工、2028年の開業予定である 。
2024年4月22日に着工した 。連邦政府から30億ドルの補助金の支給を受ける。
ブライトライン・ウェストは全線電化路線として建設される予定で、車両はシーメンスのヴェラロが導入される 。
ブライトラインウェストは2024年5月1日、導入する車両の製造メーカーについて、ドイツの車両メーカー「シーメンス・モビリティ（Siemens Mobility）」を優先交渉者にすると発表した。ブライトラインは、欧州の高速鉄道などで幅広く採用されているヴェラロ（Velaro）シリーズの次世代型モデル「ヴェラロ・ノボ（Velaro Novo）」を北米仕様にした車両「アメリカン・パイオニア２２０（American Pioneer 220: AP220）」を導入する計画で、今後、車両製造および30年間の車両メンテナンスなどを含む契約をシーメンスと締結する予定である 。